# Maike Frese
Maike Frese (* 26. Juli 1963 in Bremen) ist eine deutsche Regionalplanerin und Bremer Staatsrätin (parteilos) für den Senatsbereich Wirtschaft.

## Biografie
Frese ist in Bremen aufgewachsen. Sie studierte Architektur in Bremen und Raumplanung in Oldenburg. Ihre berufliche Laufbahn begann sie als Regionalplanerin in Niedersachsen, bevor sie 1994 in das Bremer Wirtschaftsressort wechselte. Dort hatte sie verschiedene Leitungspositionen, darunter die Referatsleitung für Hafeninfrastruktur und für abteilungsübergreifende Aufgaben. Seit August 2019 leitete sie die Abteilung Zentrales und war als Verwaltungsleiterin neben den klassischen Bereichen Personal, Haushalt und Organisation für die nationale und europäische Strukturförderung und wirtschaftliche Grundsatzthemen zuständig. Zusätzlich zu ihren Aufgaben im Ressort war sie rund neun Jahre als Spiegelreferentin der Ressorts Wirtschaft, Arbeit und Häfen sowie Finanzen in der Landesvertretung der Freien Hansestadt Bremen bei der EU in Brüssel.
Im April 2024 wurde sie als Nachfolgerin von Martin Bialluch (Linke) Staatsrätin für Wirtschaft der Senatorin für Wirtschaft Kristina Vogt (Linke).
Frese ist verheiratet und hat einen Sohn.

### Weitere Mitgliedschaften
- Aufsichtsratsvorsitzende der Förderbank BAB seit April 2024[3]